# ProTeXt
ProTeXt – zintegrowane środowisko programistyczne (IDE) LaTeX przeznaczone dla systemu operacyjnego Windows. Jest ono rozwijane przez Thomasa Feuerstacka i dostępne na licencji freeware. Aktualna wersja to 3.1.4